# Emerillon
Emerillon (Emerillons, Emerilon, Emerenhon, Emerenhom, Mêrêyó, Teco), pleme američkih Indijanaca Velike porodice Tupian, porodice Tupi-Guarani, naseljeni u Francuskoj Gijani na granici prema Brazilu i susjednim područjima brazilskih država Amapá i Pará. Emerillon se jezično drže najsrodnijima Oyampi Indijancima. Danas njih stotinjak živi u naseljima na Camopi, pritoci Oiapoque i na Tanpoku, pritoci Maronija. 
Prvi kontakt između njih i Europljana je u ranom 18. stoljeću. Po izvještajima iz 1767. bilo ih je 350 do 400 a sela im se nalaze na lijevoj obali rijeke Maroni. Većina ih stradava od opasnog karipskog plemena Galibi koji zarobljavaju žene i djecu i prodaju ih kao robove u Surinam. 
Rana opažanja govore da su bili nomadi, prvenstveno lovci, te da su jedino uzgajali manioku kako bi pokrili izvore svoje osnovne prehrane. Pamuka nisu imali pa su svoje hamake (viseće ležaljke proizvodili od kore (tape). U kontaktu s kreolima i kopačima zlata pogađaju ih epidemije pa su mnogi pomrli a ostatak se akulturirao po govoru i nošnji, ali su dobili puške u zamjenu za svoje brašno od manioke.
U novije vrijeme preživjeli Emerilloni veoma su slabog zdravlja i visokim postotkom mortaliteta među djecom. Veliki problem predstavlja i alkohol koji dobivaju u zamjenu za manioku.  
U ranijoj povijesti njihove kuće bile su oblika košnice, danas su četvrtaste, otvorene s triju strana, s krovom prekrivenim palminim lišćem, i podom uzdignutim iznad tla 1 ili 2 metra. U kuće se ulazi po ljestvama. Od namještaja imaju klupe, hamake za odmor i spavanje i mreže protiv komaraca. 
Emerilloni danas žive od agrikulture, lova, ribolova, dok sakupljanje ima manji značaj. Pletu košare i tipiti-cijevi za prešanje manioke, razne vrste košara i kanue koje dube u trupcima. I luk i strijela dužine su oko 2 metra, često s čeličnim vrškom. Puhaljku već dugo ne koriste, a nemaju ni lončarije. U vrtovima sade crveni, žuti i bijeli kukuruz, slatku manioku, slatki krumpir, šećernu trsku, banane, duhan,  urukú (Bixa orellana; za crvenu boju) i pamuk. Svaka obitelj, prema potrebi, ima približno 0,5 do 1 hektar zemljišta koje obrađuju. I čišćenje polja i žetva obavlja se kolektivnim radom, pa žene kooperiraju u žetvi, a muškarci u čišćenju polja. 
Muškarci se u ribolovu pretežno služe lukom i strijelom, tek ponekad udicom ili otrovom. Transport se vrši dugout-kanuima, a glavno sredstvo za lov danas je puška. 
Kao sakupljači pobiru divlje voće, med, traže insekte, reptile, gljive, brazilski orah idr. 
Sela su im malena, 30-40 duša, koja se često zbog raznih faktora moraju seliti, kao što su rat, trgovačke potrebe, iscrpljivanje obrađivanog tla, i drugo. Ratnici Emerillona naoružani su lukom i strijelom, kopljem, štitovima i ratnim kijačama, a puhaljkama gotovo nikad. U rat se ide zbog osvete za neki raniji napad, a ranije su poznavali i kanibalizam.

## Vanjske poveznice
- Emerillon